# Vélodog

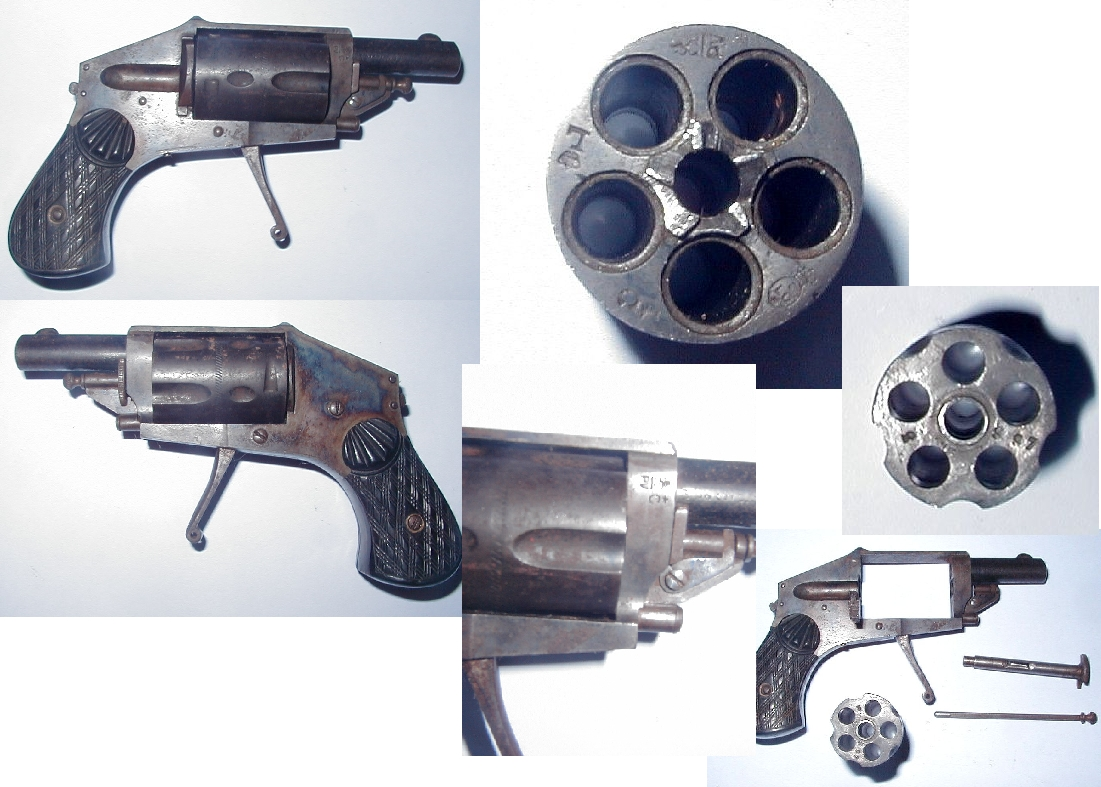
Un Vélo-dog

 (mai 2022).
Si vous disposez d'ouvrages ou d'articles de référence ou si vous connaissez des sites web de qualité traitant du thème abordé ici, merci de compléter l'article en donnant les références utiles à sa vérifiabilité et en les liant à la section « Notes et références ».

## Histoire
Le Vélo-dog est un revolver de poche inventé et commercialisé par René Galand. Il était destiné à permettre aux cyclistes de se défendre contre les chiens. En effet, à cette époque les vélos étaient encore très récents et les chiens n’étaient pas habitués à les voir circuler et ils réagissaient souvent de façon énergique. Le nom de l’arme est une contraction de « vélocipède » et « dog ». Ce petit révolver comporte un barillet non basculant, qu’il faut approvisionner en introduisant les cartouches l’une après l’autre par un portillon pivotant latéralement ménagé dans la carcasse. Pour faciliter le transport dans les poches et sa mise en action rapide, le chien est généralement noyé dans la carcasse, ce qui implique que le revolver soit uniquement à double action.

## Munition
La cartouche originellement proposée est en calibre 6 mm Vélodog, qui est une munition à percussion centrale, légèrement moins puissante que le .22 Long rifle.
Pour l’usage courant, décourager les chiens, les cartouche ne comportaient pas de balle en métal, mais un chargement de poivre, de petits plombs ou une balle en liège, en bois ou en cire.